# Ancistrocerus spinolae
Ancistrocerus spinolae (лат.) — вид одиночных ос из семейства Vespidae.

## Распространение
Встречаются в Северной Америке: Канада и США.

## Описание
Длина переднего крыла самок около 12,5 мм. Окраска тела в основном чёрная с жёлтыми отметинами. Гнёзда строят в древесине. Для кормления своих личинок добывают в качестве провизии гусениц бабочек.